# 이윤행
이윤행(李允行, 1966년 4월 3일 ~ )은 대한민국의 정치인이다. 제46대 전라남도 함평군수를 역임했다. 2019년 5월 30일 공직선거법 위반으로 군수직을 상실하였다.

## 학력
- 손불남초등학교 졸업
- 손불중학교 졸업
- 전북기계공업고등학교 졸업

## 경력
- 2006.07 ~ 2010.06: 제5대 전라남도 함평군의회 의원
  - 2006.07 ~ 2008.06: 제5대 전라남도 함평군의회 전반기 부의장
- 민주평화통일자문회의 함평군협의회 자문위원
- 2014.07 ~ 2018.06: 제7대 전라남도 함평군의회 의원
  - 2014.07 ~ 2016.06: 제7대 전라남도 함평군의회 전반기 일반행정위원회 위원장
  - 2016.07 ~ 2018.06: 제7대 전라남도 함평군의회 후반기 의장
- 2018.07 ~ 2019.05 : 제46대 민선 7기 전라남도 함평군수

## 논란

### 신문사 창간 제안하며 5천만 원 제공
2016년에 지인에게 신문사를 창간할 것을 제안하면서 창간비용 5000만 원을 제공한 혐의(공직선거법 위반)로 기소되어 2018년 9월 17일 광주지법 목포지원에서 열린 1심에서 징역 1년을 선고받았다. 다만 현직 군수인 점과 기본적인 사실관계를 본인도 인정하는 점을 들어 법정구속하지는 않았다. 2019년 1월 31일 광주고법에서 열린 2심에서 징역 10개월, 집행유예 2년을 선고받았다. 2019년 5월 30일 대법원에서 원심이 확정돼 군수직을 상실하였다.

## 역대 선거 결과
|  | 18.66% |

|  | 43.41% |

|  | 22.20% |

|  | 46.49% |